# Шимановський Олександр Федорович
Олекса́ндр Фе́дорович Шимано́вський (16 липня 1860 — 3 січня 1918, Київ) — український офтальмолог, професор, доктор медицини.

## Біографічні дані
Народився в Україні.
Закінчив медичний факультет Київського університету(1884). Працював у галузі офтальмології у цьому ж університеті (1891—1897).
Від 1904 — професор Київського університету та Вищих жіночих курсів (1910—1911). У 1903—1918 рр. очолював кафедру очних хвороб на медичному факультеті Київського університету св. Володимира. Вперше у світі розробив і здійснив операцію з пересадки переднього відділу очного яблука (1906).

## Праці
Автор понад 30 наукових праць, присвячених питанням очної травматології, трахомі, туберкульозі очей та пересадці переднього відділу ока тощо.